# Siikanen
Siikanen är en sjö i Finland. Den ligger i kommunen Mäntyharju i landskapet Södra Savolax, i den södra delen av landet, 160 km nordost om huvudstaden Helsingfors. Siikanen ligger 112,5 meter över havet. I omgivningarna runt Siikanen växer i huvudsak barrskog. Arean är 1,65 kvadratkilometer och strandlinjen är 17,3 kilometer lång. Sjön  ingår i Kymmene älvs huvudavrinningsområde. 